# Jean-Baptiste Minet
Jean-Baptiste Minet est un ingénieur et cartographe français, ayant participé aux voyages de René-Robert Cavalier de la Salle.

## Carrière
Jean Baptiste Minet participe en 1684 et 1685 aux voyages d'exploration de René-Robert Cavalier de la Salles, entre la Nouvelle-France et le golfe du Mexique. Il en fera le récit manuscrit de ses deux années de voyages.

## Ecrits
- Le manuscrit de Jean-Baptiste Minet : Nouveau regard sur René-Robert Cavelier de La Salle, Presses De L'Universite De Laval, 2024, 450 p. (ISBN 9782766300280)

## En savoir plus